# Цетранка
Цетранка — річка в Білорусі у Корелицькому районі Гродненської області. Ліва притока річки Уши (басейн Німану).

## Опис
Довжина річки 10 км, похил річки 4,1 м/км , площа басейну водозбіру 134 км² . Формується притокою, безіменними струмками та загатами. Річище повністю каналізоване.

## Розташування
Бере початок на південно-західній околиці містечка Лукі і тече через нього. Далі тече переважно на схід і біля села Уша впадає у річку Ушу, ліву притоку річки Німану.